# تاج الملوک (رهبر مذهبی)
تاج الملوک (زاده حدود ۱۹۱۷ با نام «علی مرتضی») یک رهبر مذهبی شیعه اهل جزیره مادورا در اندونزی است. در دسامبر ۲۰۱۱، دستفروشان او در یک حمله آتش‌سوزی توسط معترضان ضد شیعه به آتش کشیده شد. در مارس ۲۰۱۲، او به وهین به مقدسات متهم شد. ماه بعد او دستگیر شد و باعث شد عفو بین‌الملل او را به عنوان زندانی عقیدتی معرفی کند.

## اوایل زندگی
مکمون، پدر تاج الملوک، یک کیایی (متخصص در اسلام) بود که در منطقه سامپانگ زندگی می‌کرد. مکمون پس از تحسین سید روح‌الله خمینی از روزنامه‌هایی که یکی از دوستانش در ایران در اوایل دهه ۱۹۸۰ برایش می‌فرستاد، چهار فرزندش را به یک مدرسه شبانه‌روزی مذهبی در بانگیل، پاسورئوان که تحت تسلط شیعیان بود فرستاد. تاج الملوک بعداً در سال ۱۹۹۳ تحصیلات خود را در عربستان سعودی ادامه داد در آنجا از طریق انجام مشاغل مختلف امرار معاش می‌کرد تا اینکه در سال ۱۹۹۳ به سامپانگ بازگشت.

## تأسیس مدرسه
به دنبال درخواست برخی از اهالی برای صحبت در مورد تحصیلات دینی خود، او مدرسه جدیدی به نام «مصباح هدی» برای شیعیان در روستای ننگکرننگ افتتاح کرد.
در سال ۲۰۰۶، یک کیایی و دیگر رهبران سنی نانگکرننگ شروع به اعتراض به حضور مکتب شیعه کردند و آن را «فرقه انحرافی» نامیدند و در آوریل ۲۰۰۷، هزاران نفر در اعتراض به جشن میلاد محمد در این مدرسه شرکت کردند. در سال ۲۰۰۹، برادر تاج الملوک، رویسل، تشیع را ترک کرد و سنی شد و علیه تاج الملوک سخنرانی کرد. تاج الملوک در پاسخ مدعی شد علت این رفتار رویسل زنی است که رویسل می‌خواست با او ازدواج کند. رویسل ادعای برادرش را انکار کرد. نهایتاً این اختلاف با میانجیگری شورای علمای اندونزی حل و فصل شد. چند تن از علمای اهل سنت خواستار امضای قراردادی از سوی تاج الملوک شدند که در آن او متعد می‌شد تشیع را تبلیغ نکند. اما تاج الملوک نپذیرفت.

## آتش زدن خانه تاج الملوک
در ۲۹ دسامبر ۲۰۱۱، گروهی از معترضان مسلح ضد شیعه به مدرسه تاج الملوک حمله کردند. ساختمان‌های پسانترن و همچنین خانه‌های تاج‌الملوک و برادرش اکلیل را به آتش کشيدند و تاج الملوک و دیگر اعضای گروه به مرگ تهدید شدند. دو خانه دیگر، یک مدرسه و یک جماعت‌خانه نیز در آتش سوختند. اکلیل که حین حمله در محل حضور داشت، بعداً اظهار کرد که شاهد ایستادن دو افسر پلیس در بین جمعیت بوده‌است. وی همچنین ادعا کرد که با وجود اینکه پلیس در مورد این حمله از قبل اطلاع داشت، اما هیچ اقدامی برای متوقف کردن آن انجام نداد. مردی به نام مسلیکا به عنوان یکی از طراحان آتش‌سوزی توسط پلیس شناسایی و دستگیر شد، اما تاج الملوک اظهار داشت که معتقد است برادرش رویسول رهبر واقعی حمله بوده‌است.
در ۸ مارس ۲۰۱۲، یک کمیسیون حمایت از افراد ناپدید شده و قربانیان خشونت (KONTRAS) از رسیدگی به تحقیقات و ادامه تهدیدات علیه شیعیان سامپانگ انتقاد کرد و آن را «تبعیض آمیز» خواند. پس از این حمله، KONTRAS همچنین درخواست کرد تاج الملوک و ۲۲ تن از پیروانش از طریق آژانس حفاظت از شاهد و قربانی حمایت شوند. تا تاریخ آوریل ۲۰۱۲، پرونده این حمله حل نشده باقی می‌ماند.

## دستگیری توهین به مقدسات
در ۱ ژانویه ۲۰۱۲، شورای علمای اندونزی (شعبهٔ سامپانگ) فتوایی منتشر کرد که در آن آموزه‌های تاج الملوک را «انحرافی» خواند و در ۳ ژانویه، رویسول نیز رسماً به دلیل توهین به مقدسات از تاج الملوک شکایت کرد.
در ۶ مارس، پلیس جاوه شرقی تاج الملوک را در مورد اتهامات احتمالی توهین به مقدسات بازجویی کرد. وی در تاریخ ۱۶ اسفند ماه به استناد ماده ۱۵۶ الف قانون جزا به اتهام «افترا به دین» و ماده ۳۳۵ قانون جزا به دلیل «اعمال ناخوشایند» متهم شد که پنج سال حبس دارد. او موظف بود هر هفته به پلیس استان گزارش دهد. در ۱۲ آوریل، پس از گزارش، او دستگیر شد. از ۱۸ آوریل، او تا زمان محاکمه در زندانی در سامپانگ نگهداری می‌شد. به گفتهٔ برادر بزرگترش، اکلیل الملال، تاج الملوک توسط زندانیان دیگر مورد تهدید قرار می‌گیرد و زندانبانان در این مورد واکنشی نشان نمی‌دهند.
عفو بین‌الملل با اعتراض به بازداشت وی اعلام کرد: «او یک زندانی عقیدتی است و باید فوراً و بدون قید و شرط آزاد شود. این قوانین توهین به مقدسات اساساً با تعهدات حقوق بشر بین‌المللی اندونزی برای حمایت و احترام به آزادی بیان و آزادی اندیشه، وجدان، مذهب و برابری ناسازگار است.» اندی عرفان جنیدی، هماهنگ‌کننده KONTRAS در سمارنگ، گفت که تجل مانند چندین رهبر «انحرافی» قبلی، درگیری بین مذاهب را برانگیخت، بلکه فقط به تشیع عمل می‌کرد، همان‌طور که در سطح بین‌المللی انجام می‌شود. او استدلال کرد که اگر دولت بخواهد تاج الملوک را به جرم توهین به مقدسات مجرم تشخیص دهد، باید شیعیان را در سراسر اندونزی منحرف اعلام کند.
با توجه به رواج فعالیت‌های ضد شیعی در سامپانگ، وکیل تاج الملوک درخواست کرد که محاکمه به سورابایا، مرکز استان منتقل شود تا از محاکمه عادلانه وی اطمینان حاصل شود و از شورش‌های احتمالی جلوگیری شود. مجله تمپو در گزارشی به چند چیز که ممکن است بعنوان مدرک علیه تاج الملوک استفاده شوند اشاره کرد از جمله چندین کتاب که او نوشته و نامه‌های رسمی.

## حملات اوت ۲۰۱۲
در ۲۶ آگوست ۲۰۱۲، جامعه تاج الملوک در سامپانگ بار دیگر توسط یک گروه ۵۰۰ نفره مورد حمله قرار گرفت. یک مرد به نام محمد حسیم کشته شد و یک نفر دیگر در بیمارستان بستری شد. عفو بین‌الملل از اندونزی خواست تا در مورد این حملات تحقیق کند و اقداماتی را برای محافظت از جامعه در آینده انجام دهد.